# Clytia phosphoricum
Clytia phosphoricum är en nässeldjursart som först beskrevs av Péron och Charles Alexandre Lesueur 1810.  Clytia phosphoricum ingår i släktet Clytia och familjen Campanulariidae. Inga underarter finns listade i Catalogue of Life.